# Jadenitsa
Jadenitsa (bulgariska: Яденица) är ett vattendrag i Bulgarien.   Det ligger i regionen Pazardzjik, i den västra delen av landet, 80 km sydost om huvudstaden Sofia.
I omgivningarna runt Jadenitsa växer i huvudsak lövfällande lövskog. Runt Jadenitsa är det ganska tätbefolkat, med 62 invånare per kvadratkilometer.